# 2019年中国大陆
| 中国历史 / 中国历史年表 |
| 世紀： 20世纪中国 / 21世纪中国 / 22世纪中国 |
| 年代： 1980年代中国大陆 / 1990年代中国大陆 / 2000年代中国大陆 / 2010年代中国大陆 / 2020年代中国大陆 / 2030年代中国大陆 / 2040年代中国大陆                     |
| 年份： 2015年中国大陆 / 2016年中国大陆 / 2017年中国大陆 / 2018年中国大陆 / 2019年中国大陆 / 2020年中国大陆 / 2021年中国大陆 / 2022年中国大陆 / 2023年中国大陆 |
| 纪年： 己亥年（猪年）、中华人民共和国成立70周年 |

## 党和国家领导人

### 最高领导人
- 中共中央总书记：习近平

### 国家元首
- 国家主席：习近平
  - 国家副主席：王岐山

### 政府首脑
- 国务院总理：李克强
  - 国务院副总理：韩正、孙春兰、胡春华、刘鹤
  - 国务委员：魏凤和、王勇、王毅、肖捷、赵克志

### 最高国家权力机关
- 全国人大常委会委员长：栗战书
  - 全国人大常委会副委员长：王晨、曹建明、张春贤、沈跃跃、吉炳轩、艾力更·依明巴海、万鄂湘、陈竺、王东明、白玛赤林、丁仲礼、郝明金、蔡达峰、武维华

### 最高国策顾问机关
- 全国政协主席：汪洋
  - 全国政协副主席：张庆黎、刘奇葆、帕巴拉·格列朗杰、董建华、万钢、何厚铧、卢展工、王正伟、马飚、陈晓光、梁振英、夏宝龙、杨传堂、李斌、巴特尔、汪永清、何立峰、苏辉、郑建邦、辜胜阻、刘新成、何维、邵鸿、高云龙

### 最高监察机关
- 国家监委主任：杨晓渡
  - 国家监委副主任：刘金国、 杨晓超、 李书磊、 徐令义、 肖培、 陈小江

### 国家司法机关
- 最高人民法院院长：周强首席大法官
- 最高人民检察院检察长：张军首席大监察官

## 大事记
2019年中國：1月 - 2月 - 3月 - 4月 - 5月 - 6月 - 7月 - 8月 - 9月 - 10月 - 11月 - 12月

### 1月
- 1月1日：
  - 中华人民共和国电子商务法正式实施，民间代购、微商等商业活动会受到政府更严格的限制。
  - 广西北海合浦县白沙镇发生命案，据报因土地问题，一梁姓男子在婚宴筹备筵席枪杀其兄弟与预备新婚的侄子，男子在行凶第二日向警方自首[1]。
  - 昆明理工大学团委早上在其官方微博发出一条提及中华民国于1912年1日1日成立，孙中山就任中华民国临时大总统，并配有民国国旗的图文。这一内容经发出后遭到部分网民围攻，该校团委于当天中午便撤下图文，并发表声明致歉[2]。

- 1月2日：
  - 《告台湾同胞书》发表40周年纪念会在人民大会堂举行，中共中央总书记习近平出席纪念会并发表重要讲话[3]。
  - 全国扫黄打非工作小组办公室通过官方微信公布，BT天堂站长被江苏省淮安市中级人民法院以侵犯著作权罪判监三年，并处罚金80万元[4]。
  - 涉及陕西省千亿矿产案，录视频曝料的最高法院法官王林清，晚上从山东回到北京时，在自家的地下车库被最高法院的人带走，被扣留在最高法院内部招待所，遭长时间审讯[5]。

- 1月3日：
  - 白银市连环杀人案主犯高承勇被执行死刑[6][7]。
  - 10时26分，嫦娥四号探测器自主着陆在月球背面南极-艾特肯盆地内的冯·卡门撞击坑内，实现人类探测器首次月球背面软着陆。[8]

- 1月5日：
  - 中国官方与中国伊斯兰教协会举行研讨会，同意通过伊斯兰教中国化五年计划，引导伊斯兰教与中国文化相容[9]。
  - 复兴号CR200J型动车组正式上线载客运营。
- 1月6日：
  - 据报从上周起艺术类院校校考报名开始，适逢艺考改革前的最后一次校考，而掌握着全国十几所艺术院校报名渠道“艺术升”第三方网站或App，到上个周末被彻底挤爆。许多考生无法登陆，导致报名失败。有不少艺考生反馈这款APP崩溃、闪退、封号与乱码，无法正常报名，从而导致许多艺考生错过了考试报名时间。而更具争议的是这款APP内有六百元的VIP卡提供所谓“加急审核”，据指依赖放售该卡该公司可以年收好几亿[10][11][12]。
  - 大连海关晚间回应，对关员管兆津被指受贿等情况，正对当事人停职和调查中。據悉該關員的卜姓妻子已先後兩次舉報，表示管男自2016年開始，累計與14名代購女性發生不正當性關係，更因此協助走私並收受賄賂[13][14]。

- 1月7日：
  - 权健集团涉嫌组织、领导传销活动和虚假广告，实际控制人束昱辉等18人被刑事拘留[15]。
  - 北京大学2015级本科生、左翼活动人士展振振遭到北大退学处理，2018年底在湖南参加纪念毛泽东的活动后被失踪。[16][17][18]

- 1月8日：
  - 北京宣武师范学校附属第一小学於上午11時左右發生襲擊案，該校一未有續約的維修工持手錘在校內打傷多名學童，正在上課的學童中有20名受傷，其中3人傷勢嚴重，後均送醫救治。男子後被當場控制。傳言一度是「砍人」襲擊，大批驚慌的家長聞訊趕至學校關切，但未被校方即時告知實情[19][20][21]。
  - 中共中央对外联络部是日早上證實，应中共中央总书记、中华人民共和国主席习近平邀请，朝鲜劳动党委员长、朝鲜国务委员会委员长金正恩于1月7日至10日对中国进行访问。金是日會在北京過生日，據指金正恩夫人李雪主及多位北韓高官隨行[22][23]。
  - 中国国务院总理李克强与特斯拉公司首席执行官埃隆·马斯克与在北京中南海紫光阁会晤，马斯克对李克强说，他希望能把特斯拉上海工厂打造成全球范例，并说：“我非常热爱中国，愿意多到这里来”，李克强表示可以向埃隆·马斯克发放“中国绿卡”。[24]
  - 陕西省汉中市中级法院公开开庭审理并当庭宣判，判决张扣扣犯故意杀人罪死刑，剥夺政治权利终身，但张扣扣当庭表示上诉。[25][26][27][28][29]

- 1月10日：晚间，有69年歷史的北京市人民政府正式摘牌。北京通州副中心於11日早晨也正式揭牌使用[30][31]。

- 1月11日：江苏金湖被爆多种幼童接种疫苗存在过期，據指實際受過期疫苗影響人數恐超過2萬，遠超官方公布數字。上午数千名家长赶到当地政府要求解释，据称金湖县委书记张志勇在回应民众质疑时隐瞒实情，遭愤怒的民众围殴。到深夜民眾未有散去仍包圍縣政府抗議。據傳當局從上海借調3車特警協助清場，大批手持防暴盾的警員到場後與民眾發生推撞，場片相當混亂，有指民眾被警員毆打。當地政府就疫苗事件處理副縣長高昌萍、縣計委官員在內合共17人，分別予以立案調查、開除黨籍和公職等處分[32][33][34]。

- 1月12日：陕西省神木市一煤矿发生冒顶事故，21名被困矿工全部遇难。[35]

- 1月13日：波兰安全机构以涉嫌从事间谍活动为由逮捕了一名华为中国员工和一名波兰公民，指控两人“从事间谍活动”。华为针对其员工在波兰因涉嫌间谍活动被捕一事作出回应说，这名员工是因个人原因涉嫌犯罪，华为决定终止雇佣关系。[36][37]

- 1月14日：
  - 福建福州晚上发生袭击事件，一名男子在仓山区建新镇冠蒲路口沿宝山路至浦上大桥方向，在红江路和浦上大道持刀袭击多个路人，施袭后跳江失踪。当局出动水警、巡特警、武警等搜捕疑犯。受害者据计1人伤重死亡、1人因伤重濒危，18人均已完成抢救或治疗[38][39]。
  - 東莞虎門鎮懷德社區晚上發生持械傷人，襲擊片段在社交網絡上廣傳，引起當地民眾恐慌。有消息指施襲者精神有問題。據指警方已拘查施襲者。受害者中有1人死亡，2人重伤，6人轻伤，医院正在全力救治伤者[40][41]。

- 1月16日：
  - 江苏扬州邗江区桑树脚考古发掘地在下午被当地瘦西湖街道和城管进行强拆，并未有出示执法证明文件，过程中两名在场的扬州市文物考古研究所职员被打伤，未知考古遗迹有否损毁状况。该地据悉涉及中唐时期扬州开元寺、晚唐五代光孝院两处古代建筑的相关遗迹。江苏省文物局介入调查该事件[42]。
  - 中央结算公司在北京金融街威斯汀酒店2层举办2019年债券市场投资论坛，财政部国库司副主任郭方明在会上表示，2019年要拓展政府债券功能，准备研究将国债与央行货币政策操作衔接起来，同时扩大国债在货币政策操作中的运用，使国债达到准货币的效果[43]。

- 1月17日：下午中铁成都铁路局官微先后三次删改发布“铁路领导霸座”一事的通报稿件，最后定稿指为前往崇州站检查工作的职员与列车职员误会引起，仅要求当事职员作出深刻检查，未有表示会有信用档案记录与其他行政拘留处罚之类的措施。涉事班次为成都西-雅安C6607次动车，据当事动车司机爆料片断描述，该局两名高层私带无票旅客，霸占列车职员的休息位，更在现场威胁和辱骂司机，视频放出后引发网络关注[44][45]。

- 1月21日：
  - 中國國家統計局公布2018年經濟數據，中國全年國內生產總值90萬億元人民幣，比2017年增長6.6%，但增速是中國28年以來最低。過去10年中國佔全球經濟增長三分之一，專家憂慮中國經濟放緩跡象對於全球經濟造成的風險。[46]
  - 廣東省「基因編輯嬰兒事件」調查組對事件定性，稱賀建奎是私自開展此活動，表示如涉嫌犯罪將移交公安機關處理。中共中央總書記習近平同日在中共中央黨校亦特別提到，要圍繞基因編輯、醫療診斷等領域加快推進立法工作。科技部已暫停賀建奎等的科技活動，南方科技大學也與賀解除合約[47]。
  - 省部级主要领导干部坚持底线思维着力防范化解重大风险专题研讨班上午在中共中央党校开班，中共中央总书记习近平在开班式上围绕防范化解重大风险发言，涉及政治、意识形态、经济、科技、社会、外部环境、党的建设等领域。不少地方两会此前都调整开会时间，避开1月20日下午-25日上午，相信与研讨议程有关[48]。

- 1月23日：香港12个区的区议会正副主席代表团访问广州，下午参观广州市人大常委会机关，并与常委会主任陈建华会见，代表团表示将进一步推进两地经贸文化合作，加强两地议会、人大交流[49]。

- 1月25日：
  - 河北灤平縣曾多次申請保外就醫被拒的八旬老太李淑賢，被獲准假釋出獄，實行非監禁刑罰社區矯正，已被其女兒接回家中。其因上访在2016年11月被判寻衅滋事罪，原刑期是到2019年3月[50][51]。
  - 甘肃陇西县纪委监委对外公布当地11起党员干部和公职人员酒驾醉驾典型案例，其中该县工商局干部毛志尧醉驾撞死环卫工一案，被判免于刑事处罚，代以受到留党察看一年处分与政务撤职，毛仍任职于县工商局[52]。

### 2月
- 2月15日：根据微博安全应急响应中心等消息，深网视界发生大规模数据泄露事件，超过250万人的数据可被获取，680万条记录泄露，其中包括身份证信息，人脸识别图像及捕捉地点等。[53]。

- 2月18日：中國共產黨中央委員會和中華人民共和國國務院公布《粵港澳大灣區發展規劃綱要》。[54]

- 2月21日：大午农牧集团创始人兼监事长孙大午在微博爆料，旗下河北大午集团大批生猪突然死亡，其中大午新大猪场死猪15000头，还有近6000头活猪，认为是感染了非洲猪瘟，但当地政府未有确认，并敦促立即捕杀。事件在网络引发热议[55]。

- 2月23日：8时20分左右，内蒙古西乌旗银漫矿业公司通勤车往井下运送工人，车辆失控，撞向辅助斜坡巷道，造成重大运输安全事故。截至25日中午，事故已造成22人死亡、28人受伤。[56]事故发生后，应急管理部启动了应急机制，应急管理部副部长付建华赴内蒙古指导矿企事故处置。[57]锡林郭勒盟公安局已刑事拘留10名事故责任人，其中1人已经取保候审。[58]

- 2月24日：2月24日至2月25日，四川省自贡市荣县两天内连发三次规模达4级以上的地震，最大一次发生在25日13时15分，为Ms4.9级。目前已造成2人死亡、3人受伤，少量老旧、自建房屋倒塌或受损。[59]地震发生之后，有民众质疑当地开采页岩气导致地震频发，但官方回应称目前尚不能确定此次地震的发生与工业开采有关。[60]

- 2月26日：
  - 世界气象组织台风委员会第51次会议2月26日至3月1日在广州召开。[61]在26日的会议上，中国气象局副局长余勇当选为新一届台风委员会主席、香港天文台台长岑智明当选为副主席。广东省气象局因其在台风预报技术和防御工作方面的突出贡献，获颁2018年金塔纳减灾奖。[62]在会议的第二天关于台风命名的议题中，在2018年对中国造成重大影响的温比亚和山竹两个名称被除名。[63]
  - 晚间成都铁路公安处发布警情通报，称1月份网络热传引发舆论关注的铁路成都局高层霸座事件有编造成分，并将揭发事件的铁路局内部职员处以行政拘留与罚款[64]。

- 2月27日：全国“扫黄打非”办公室聚焦突出庆祝新中国成立70周年之际，作出专门部署，计划于今年3月至11月间大力组织开展“净网2019”“护苗2019”“秋风2019”等专项行动，持续掃蕩网络资讯空间[65]。

- 2月28日：
  - 据北京消息披露，中共中央肯定新疆维吾尔自治区|新疆党委书记陈全国过去两年以铁腕反恐的模式，将之视为反恐成功经验，并计划向中国其他省区[66]。
  - 据中国国家统计局和物流采购联合会(CFLP)公布消息，中国2月官方制造业和非制造业经理人指数(PMI)双双下滑，其中制造业采购经理人指数降至三年来最低，为49.2，显示中国制造业活动下降至三年来的最低水平。而今年1月的制造业采购经理人指数为49.5，去年12月为49.4%，即连续第三个月位于“荣枯”线之下[67]。

### 3月
- 3月3日：
  - 全国政协十三届二次会议在京开幕，中共中央总书记习近平等到会祝贺，全国政协主席汪洋作政协常委会工作报告。[68]
  - 13时23分左右，辽宁省沈阳市铁西区发生一起袭警事件。起初有人报警称在兴工街沈辽路路口被打，对方手里有刀。警察到场后犯罪嫌疑人戴某拒不配合执法，并手持刀、棍与其对峙。随后警察警告无效后将其开枪击伤，嫌疑人抢救无效死亡。受伤警察正在医院接受救治，现场群众无人员伤亡。[69]
  - 河北省保定市人民检察院宣布，河北涞源反杀案中的女生父母王新元、赵印芝的行为属于正当防卫，决定对二人不起诉。

- 3月5日：第十三届全国人民代表大会第二次会议开幕，国务院总理李克强在开幕会上作政府工作报告中提出2019年国内生产总值预期增长目标为6%-6.5%。[70]

- 3月12日：
  - 浙江一渔船凌晨1点左右在返航时与一艘巴哈马籍大轮相撞，船上14人落水，2人被救起，12人失联。[71]
  - 中国国防部发布消息称，12日上午中国人民解放军海军航空兵一架战机在海南省乐东县境内组织飞行训练时失事，2名飞行员不幸牺牲，未造成地面人员伤亡。[72]

- 3月13日：成都七中实验学校小学部食堂被爆出使用过期发霉变质食材制作学生用餐，引起部分学生出现长期腹泻、便血症状。家长们在得知情况后连夜赶到学校门口抗议，期间当地警方动用辣椒水驱散示威家长。[73][74]四川省教育厅随后派出工作组进行调查[75]。3月17日上午，相关部门召开记者会，通报了有关情况，成都七中实验学校校长江宏被免职。[76]

- 3月15日：
  - 十三届全国人大二次会议闭幕，会议表决通过了《中华人民共和国外商投资法》。
  - 香港众志在政府总部发起静坐，抗议政府拟修訂《逃犯条例》，建议容许逃犯移交至中国内地，是为“反送中运动”的开端。[77]
  - 下午6时左右，山西省临汾市乡宁县枣岭乡卫生院北侧发生山体滑坡，导致两栋家属楼和一座小型洗浴中心垮塌。本次滑坡共造成20人死亡，13人受伤。[78]
- 3月20日：一位网友注册了996.icu的网站，内容口号为“工作996，生病ICU”，引发了全国关于“996工作制”问题的讨论。
- 3月21日：江苏盐城一家化工厂发生爆炸，爆炸冲击波引发3.0级地震。事故至少造成78人死亡，另有66人重伤，其中13人情况危殆。另有部分群众不同程度轻伤[79][80]。

- 3月22日：
  - 湖北省枣阳市发生恶意撞人事件，造成7人死亡、8人受伤，凶手被当场击毙。[81]
  - 晚19时15分，在湖南高速公路汉寿县，从河南郑州开出的旅游大巴起火，至少26人死亡，多人受伤。两名司机被捕。[82]

- 3月22日—28日，台湾高雄市长韩国瑜访问香港、澳门，以及大陆深圳、厦门，为高雄农产品寻找市场。其中在香港、澳门会见中联办官员；在深圳与大陆国台办主任刘结一会面。[83]

- 3月26日：兰州天庆品格新城幼儿园家长在幼儿园后厨发现腐烂蔬菜和水果，且3月15日左右两个班32名幼儿集体生病。幼儿园负责人回应称腐烂食材会在制作过程中剔除，兰州市西固区教育局局长则表示监管不到位并向家长致歉。[84]

- 3月27日：湖南湘潭雨湖区广场街道福利社区、山西省忻州市卫生计生系统等，相继被接发将“失独家庭人员、重度精神疾病患者等重点监管对象和系统内特殊人群实施或准备实施影响系统安全稳定行为的”人士列为扫黑摸排重点内容。湘潭方面其后表明撤下在地有关展示内容，而忻州方面未有釋除公众疑虑[85]。

- 3月28日：辽宁沈阳市和平区下午发生自杀式炸弹袭警，位置为沈阳市公安局交通警察局和平一大队办公楼，据警方消息袭击者在一楼接待大厅纵火后，引爆所携带的黑火药自制爆炸物当场身亡，并造成两名警务人员和一名办事民众受轻伤（无生命危险）。爆炸现场升出大量浓烟，办公楼二层多处窗户被震破损[86]。

- 3月31日，解放军空军的2架歼-11战斗机越过台湾海峡中线上空飞行，期间与中华民国空军的F-CK-1经国号战斗机、F-16战隼战斗机对峙后返航。

### 4月
- 4月1日：四川省凉山州木里县森林火灾，共有27名森林消防指战员和4名地方扑火人员殉职。[87]。

- 4月2日：杭州市中级人民法院通报，林生斌已就生命权纠纷一案与绿城物业服务集团有限公司等单位达成调解协议[88]。

- 4月3日：浙江省人力资源和社会保障厅副厅长透露，将推进人社信用体系建设，如果个人频繁辞职和就业的话可影响其信用纪录。据介绍，目前浙江宁波人社部门的智慧中心已经将宁波市有社保卡的1000万人员信息建库[89]。

- 4月5日：996.ICU，996工作制引发社会广泛讨论。[90][91]。

- 4月23日：中国人民解放军海军成立70周年多国海军活动国际舰队检阅在青岛附近海域举行，中共中央总书记、国家主席、中央军委主席习近平登上阅兵舰052D型导弹驱逐舰117“西宁号”检阅部队，61个国家的海军代表团参加。[92]

- 4月25日-27日：第二届一带一路国际合作高峰论坛在北京举行，中共中央总书记习近平在26日的开幕式中发表主旨演讲。[93]

- 4月29日：2019年北京世界園藝博覽會开幕。开幕式于28日晚上在北京延庆举行，中共中央总书记习近平出席开幕式并致辞。[94]

### 6月
- 反对逃犯条例修订草案运动大规模爆发：自2月15日港府宣布修订《逃犯条例》以来的社会争议演变为大规模公民抗命。[95]
  - 6月6日：香港法律界3000人身穿黑衣走上街头静默抗议。
  - 6月9日：103万人上街示威反对修法，然而港府晚间11时仍宣布立法会将按日程于6月12日二读《逃犯条例》，导致当晚立法会周边爆发警民冲突。
  - 6月12日：凌晨起，警民冲突加剧，警察使用胡椒喷雾、烟雾弹、布袋弹、橡胶子弹清场，将示威游行定性为“暴动”。
  - 6月15日：35岁梁姓“黄衣人”于太古广场坠楼身亡，引发民众追思，是为运动爆发以来第一死。
  - 6月16日：超过200万港人上街大游行，规模空前，正式提出“五大诉求缺一不可”，包括撤回逃犯条例修订草案、不要检控示威者、撤销暴动定性、成立独立调查委员会追究开枪责任、落实真普选。
  - 6月18日：特首林郑月娥再度开记者会致歉，表示已“停止”逃犯条例修订草案工作，但依然不提撤回二字，拒绝回应五大诉求。
  - 6月21-26日：民间陆续发起不合作运动，市民包围警察总部、发起G20 Free Hong Kong集会等。
  - 6月底：一名香港教育学院的21岁女学生及一名29岁女子分别在29及30日于粉岭及中环坠楼身亡，留下抗争字句作为遗言。

### 8月
- 8月2日：中共廣西南寧市武鳴縣委員會宣傳部通報，由7月20日截止當日，廣西醫科大學附屬武鳴醫院，及武鳴區婦幼保健院兒科，起陸續收到多名以發熱、咽痛為主要症狀的兒童求醫，共確診101宗上呼吸道感染個案，初步認定為上呼吸道感染疫情。其中18宗已出院，83宗仍留院觀察。當局正開展醫療救治及各項防控工作[96]。

### 10月
- 10月1日：庆祝中华人民共和国成立70周年大会在北京举行，习近平发表重要讲话并检阅受阅部队，李克强主持大会[97]。

- 10月7日：中华人民共和国国务院公布第八批全国重点文物保护单位，共762处，另有50处与现有全国重点文物保护单位合并的项目[98]。

- 10月18日：第七届世界军人运动会在武汉开幕。有来自109个国家的9308名军人报名参加。[99][100]

### 11月
- 11月12日：两名来自内蒙古的患者确诊患有鼠疫，部分相关消息被屏蔽[101]。

- 11月30日：“出身985，工作996，劝退035，离职251，维权404”成为微博热搜话题，引发中国社会激烈讨论。该事件由中国知名通信企业华为与前员工官司引起[102][103]。

### 12月
- 12月1日：武汉市金银潭医院收治了首例后来被证实是新型冠状病毒肺炎的患者，其并无华南海鲜市场暴露史，其家人亦无发烧和呼吸道病征[104][105]。

- 12月2日：俄罗斯总统普京与习近平视频连线，俄罗斯天然气通过中俄东线天然气管道正式进入中国[106]。

- 12月24日：第八次中日韩领导人会议在四川省成都市举行，中国国务院总理李克强、日本首相安倍晋三、韩国总统文在寅出席会议。[107]

- 12月26日：揚州大學多名學生在網爆料，稱大學瘦西湖校區本學期有多名學生感染肺結核。揚州大學校團委於31日證實疫情屬實，稱情况已經得到全面控制，學校已對「有必要的學生」安排身體檢查，發生疫情的相關學院也對學生活動的有關場所全面消毒。[108]

- 12月27日：当日20时45分，长征五号遥三运载火箭在中国文昌航天发射场点火升空，约2220秒后，星箭分离，将实践二十号卫星准确送入预定轨道，发射飞行试验任务取得圆满成功。[109]
- 12月30日，首批国产特斯拉车辆在特斯拉上海工厂交付。[110]

- 12月31日：武汉卫健委通报27例肺炎病例与华南海鲜城有关联。病例临床表现主要为发热，少数病人呼吸困难，胸片呈双肺浸润性病灶，经专家会诊认为上述病例系病毒性肺炎。通报强调“未发现明显人传人现象”以及该病“可防可控”。[111]

## 死亡
- 1月1日，柯华，103岁，外交官[112]。
- 1月2日，顾方舟，92岁，医学科学家、病毒学家。[113]
- 1月4日，张连文，73岁，演员[114]
- 1月5日，孫干卿，100歲，中国人民解放軍開國少將，曾任广州军区参谋长、昆明军区参谋长等职务。[115]
- 1月10日，邓铁涛，102岁，广州中医药大学第一附属医院教授，首届国医大师。[116]
- 1月16日，于敏，93岁，中国核物理学家，中国氢弹之父，曾获两弹一星勋奖章及国家最高科学技术奖。[117]
- 1月22日，林清玄，65岁，知名作家、散文家、诗人、学者。[118]
- 2月16日，李锐，101岁，曾任毛泽东秘书，中共党史专家。[119]
- 3月4日，毛致用，90岁，曾任中共湖南省委书记、中共江西省委书记，第九届全国政协副主席。[120]
- 3月5日，褚时健，91岁，曾任玉溪卷烟厂（现云南红塔集团）厂长、云南褚氏果业股份有限公司董事长。[121]
- 4月8日，黄一鹤，85岁，中央电视台导演，中国电视艺术委员会委员、中国电影家协会会员、中国音乐家协会会员，1983—1986、1990年央视春晚导演。[122]
- 6月4日，赵志勇，49岁。前企业家、尉氏县人大代表、强奸罪罪犯，由河南省开封市中级人民法院对其执行死刑。
- 6月21日，黃心強，60歲，廣東茂名市政協主席、黨組書記，疑似溺亡[123]。
- 7月22日，李鵬，91歲，前中华人民共和国国务院总理、全国人民代表大会常务委员会委员长。
- 9月17日，葉選平，94歲，中华人民共和国元帅叶剑英的长子，曾任广东省省长、广州市市长、全国政协副主席。
- 11月23日，流沙河，88岁，现代诗人、作家。[124]